# Reedley
Reedley és una població del Comtat de Fresno a l'estat de Califòrnia (Estats Units d'Amèrica).

## Demografia
Segons el cens del 2007, Reedley tenia 25.909 habitants
, 5.761 habitatges, i 4.643 famílies. La densitat de població era de 1.813,1 habitants/km².
Dels 5.761 habitatges en un 46,8% hi vivien nens de menys de 18 anys, en un 61,5% hi vivien parelles casades, en un 12,9% dones solteres, i en un 19,4% no eren unitats familiars. En el 15,8% dels habitatges hi vivien persones soles el 8,5% de les quals corresponia a persones de 65 anys o més que vivien soles. El nombre mitjà de persones vivint en cada habitatge era de 3,53 i el nombre mitjà de persones que vivien en cada família era de 3,87.
Per edats la població es repartia de la següent manera: un 32,1% tenia menys de 18 anys, un 12,2% entre 18 i 24, un 29,1% entre 25 i 44, un 15,2% de 45 a 60 i un 11,3% 65 anys o més.
L'edat mediana era de 29 anys. Per cada 100 dones de 18 o més anys hi havia 104,6 homes.
La renda mediana per habitatge era de 34.682 $ i la renda mediana per família de 37.027 $. Els homes tenien una renda mediana de 30.048 $ mentre que les dones 25.495 $. La renda per capita de la població era de 12.096 $. Entorn del 18,5% de les famílies i el 23,8% de la població estaven per davall del llindar de pobresa.

## Poblacions properes
El següent diagrama mostra les poblacions més properes.